# Línia evolutiva de Pineco
Aquesta línia evolutiva de Pokémon inclou Pineco i Forretress.

## Pineco
Pineco és una de les espècies que apareixen a la franquícia Pokémon, una sèrie de videojocs, anime, mangues, llibres, cartes col·leccionables i altres mitjans que va ser inventada per Satoshi Tajiri i ha generat milers de milions de dòlars en beneficis per a Nintendo i Game Freak. És de tipus bestiola i evoluciona a Forretress.

## Forretress
Forretress és una de les espècies que apareixen a la franquícia Pokémon, una sèrie de videojocs, anime, mangues, llibres, cartes col·leccionables i altres mitjans que va ser inventada per Satoshi Tajiri i ha generat milers de milions de dòlars en beneficis per a Nintendo i Game Freak. És de tipus bestiola i tipus acer i evoluciona de Pineco.